# 즐린카
즐린카(러시아어: Злы́нка)는 러시아 브랸스크주 서부에 위치한 도시로, 인구는 5,372명(2002년 기준)이며 벨라루스와 국경을 접한다. 즐린카 강과 접하며 브랸스크(브랸스크 주의 주도)에서 남서쪽으로 225km 정도 떨어진 곳에 위치한다.
1702년 러시아 정교회 고전 의식파가 건설했고 1925년 시로 승격되었다.